# マット・グレイニング

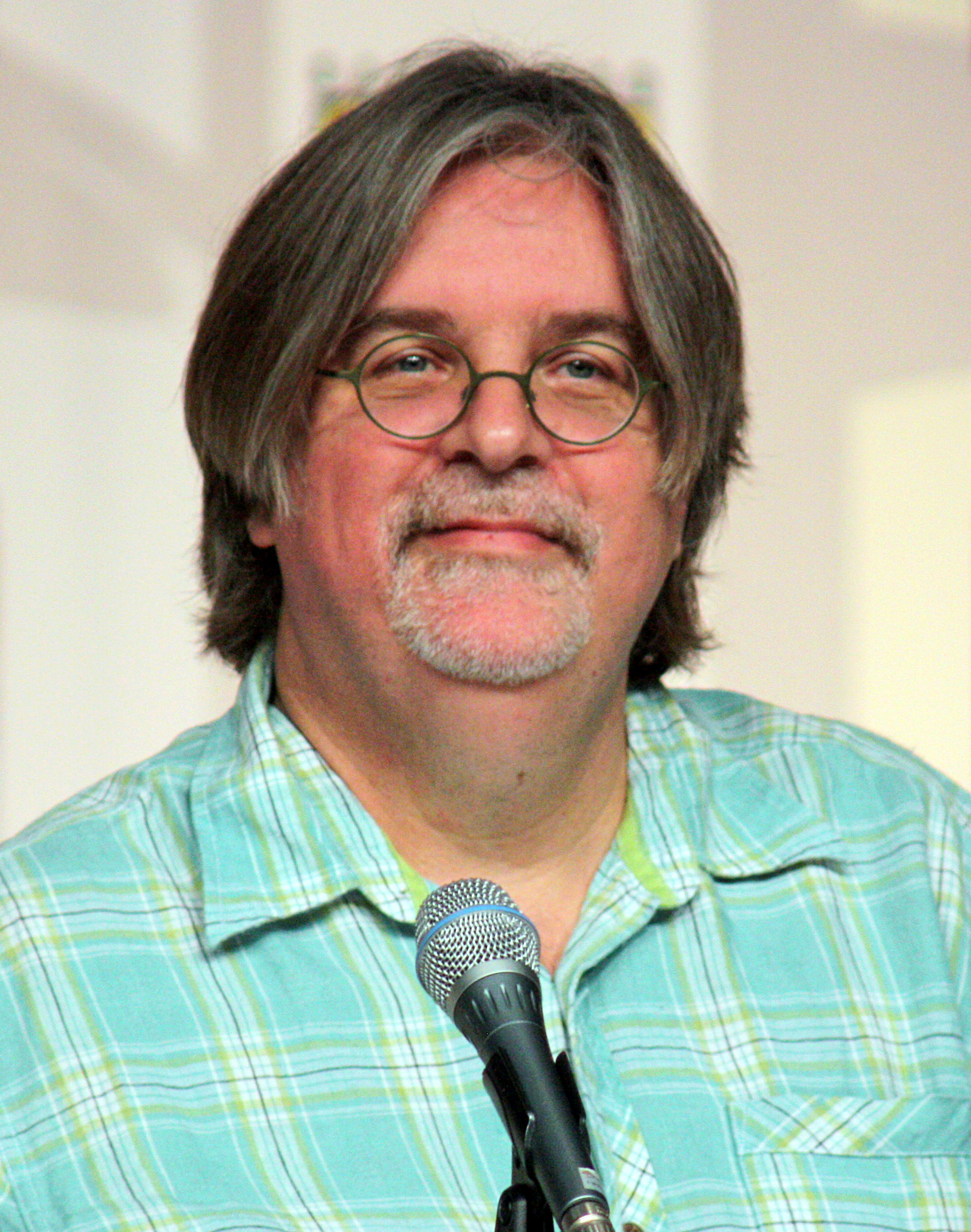
マット・グレイニング

マット・グレイニング（Matt Groening, 1954年2月15日 - ）は、アメリカ合衆国の漫画家、アニメーション製作者。マット・グローニングと表記される事もあるが、本人によれば発音は /'greɪnɪŋ/。本名はマシュウ・エイブラム・グレイニング（Matthew Abram Groening） 。

サイン

ザ・シンプソンズ（1989年放送開始）やフューチュラマなどを制作して、エミー賞を受賞する。また不可知論者でもある。
最新作はNetflixオリジナル作品「魔法が解けて」。

## 経歴
母マーガレット（前教師）、父ホーマー（映像作家、広告製作者、作家、漫画家）のもとに、5人兄妹（長兄マーク、姉パティー、妹リサ、妹マーガレット）の3番目に誕生。祖父はエイブラハム。
オレゴン州ポートランドで生まれ育つ。エバーグリーン州立大学（ワシントン州オリンピア）を卒業。
1986年に結婚。家族構成は、妻のカプランに、子供2人（息子：ホーマー、エイブラハム）。